# Oldřich Navrátil
Oldřich Navrátil (ur. 21 października 1952 w Třebíč) – czeski aktor.
Jest absolwentem JAMU w Brnie.

## Filmografia
- 1986: Zaćmienie częściowe
- 1999: Helimadoe
- 1999: Wszyscy moi bliscy
- 2005: Słoneczne miasto
- 2006: Ostatni pociąg
- 2012: Stara miłość nie rdzewieje